# Canale Warren

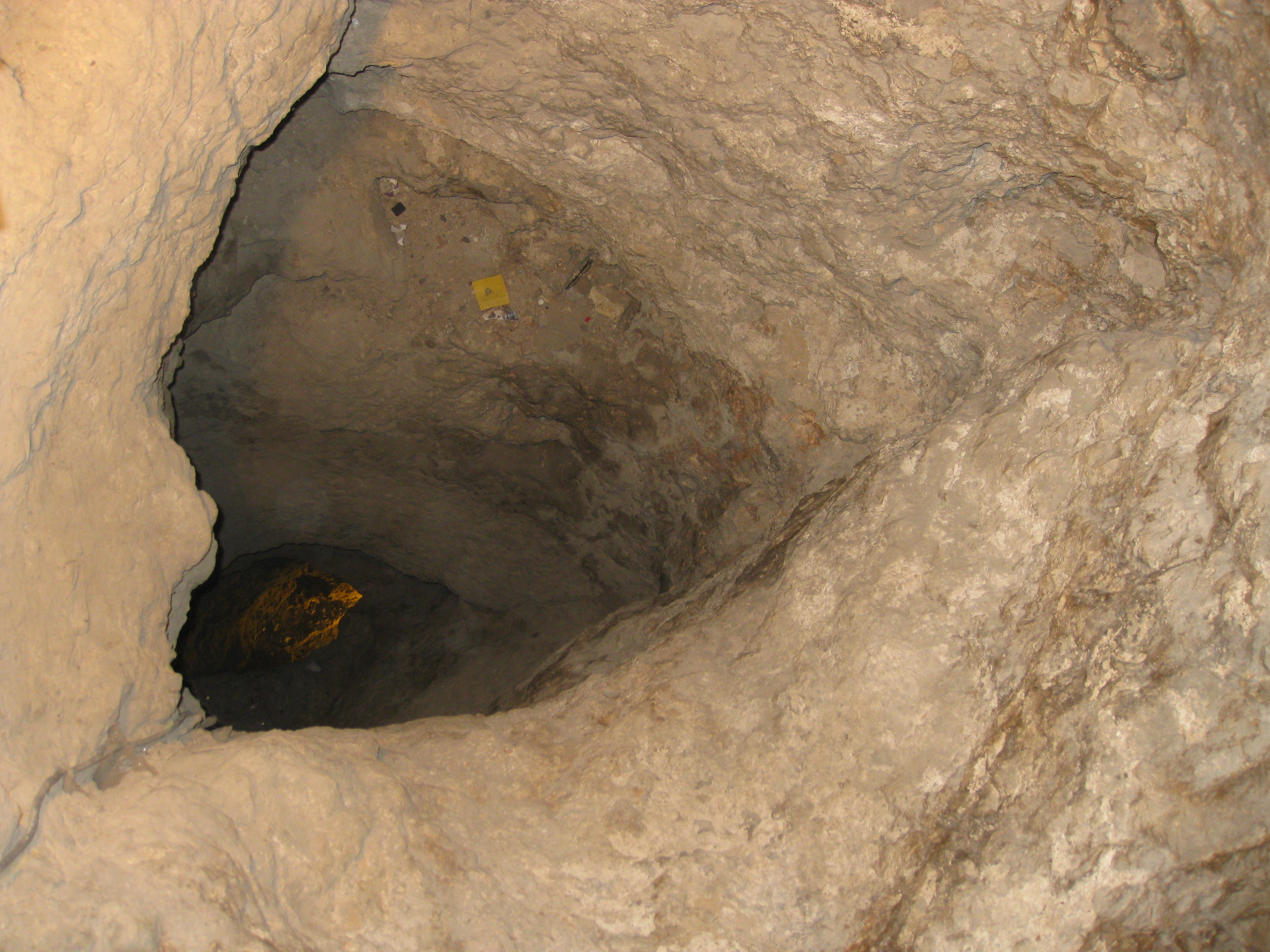
Il canale Warren

Il canale Warren è un sito archeologico di Gerusalemme scoperto da Charles Warren alla fine del XIX secolo. Esso si dipana dalla città vecchia e raggiunge i pressi della fonte di Gihon. Dopo la sua scoperta si pensò che si trattasse dell'antico acquedotto della città, poiché esso poteva essere in grado di fornire acqua fresca (che era altrimenti difficile reperire) anche in tempi difficili come un assedio. Lo stretto ed alto passaggio si rivelò percorribile quando un membro dell'équipe di Warren si calò dall'alto al suo fondo. 
Poiché nel Libro di Samuele si dice che Davide conquistò Gerusalemme dai suoi precedenti abitanti grazie alla scoperta da parte di Joab di un canale simile, dal quale si infiltrò nella città per sferrare un attacco a sorpresa, si pensò che il canale scoperto da Warren fosse lo stesso, poiché il tunnel di Ezechia era una formazione troppo tarda e non erano noti altri passaggi simili.
Il canale è composto da quattro sezioni in sequenza:
- un ripido tunnel
- un tunnel orizzontale
- un canale verticale alto 14 metri
- un tunnel di sbocco

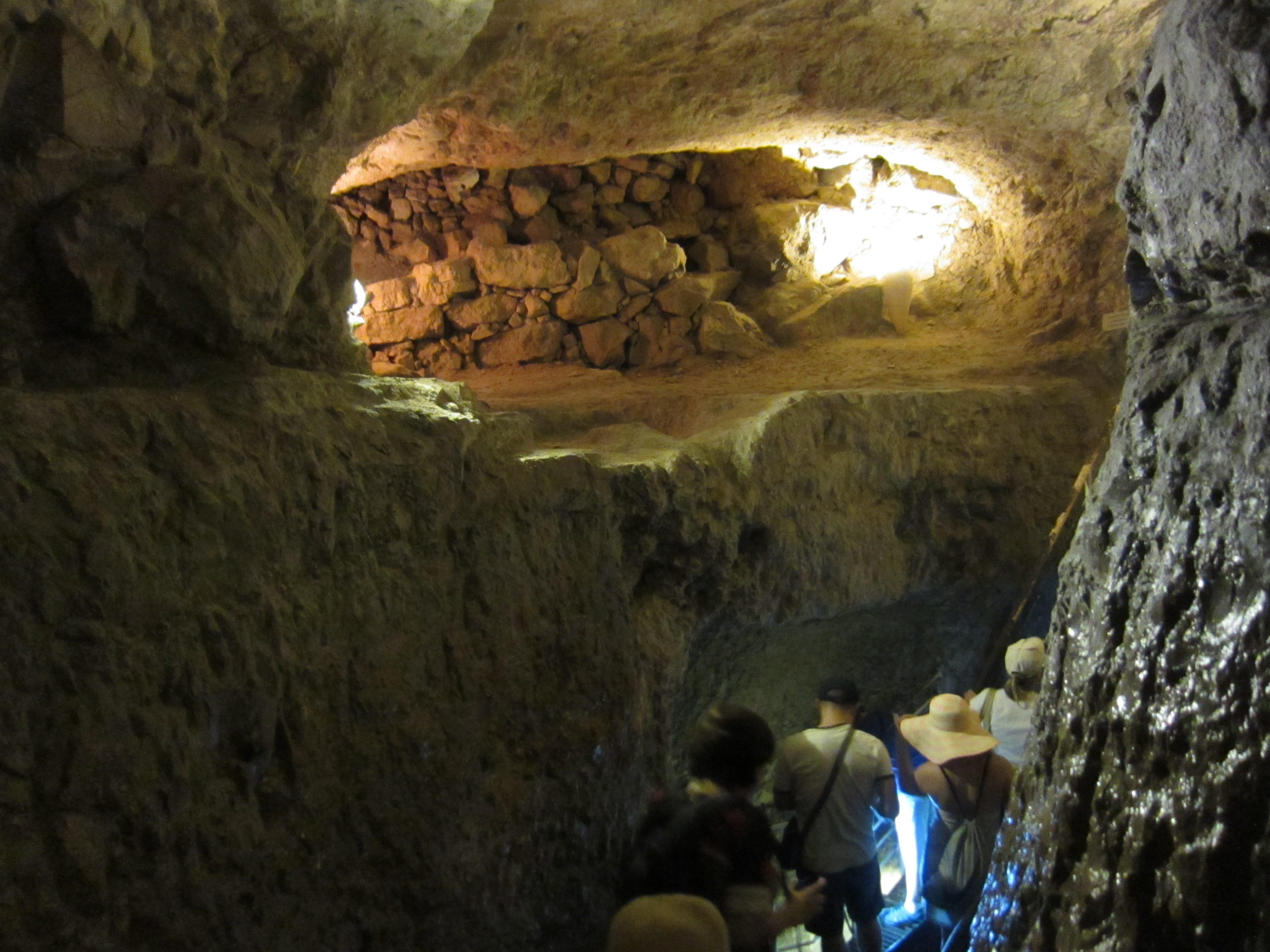
Interno del canale

Secondo un certo numero di archeologi, il canale altro non è che l'ampliamento di una fessura naturale nella roccia. L'alto tunnel di 14 metri, che ha al fondo una pozza d'acqua, si pensa facesse parte del sistema naturale. Nel 1998, mentre veniva costruito un centro visitatori, gli operai scoprirono che esistevano un ulteriore passaggio, alto circa 2 metri e oltre, che iniziava dal tunnel orizzontale, e fiancheggiava, aggirandolo, il canale verticale, continuando verso il pozzo più vicino alla fonte di Gihon. Il canale verticale è infatti troppo stretto, e il pozzo d'acqua sul fondo è troppo poco profondo, per essere stato utile come fornitura d'acqua, per cui gli archeologi ora credono che esso sia semplicemente una fenditura naturale che gli scavatori originali del canale hanno trovato nel loro tragitto fino alla fonte. La parte più alta del passaggio non era originariamente così alta, essa deve essere stata modificata scavando nella roccia per raggiungere il canale verticale.
Il pozzo raggiunto dal passaggio più alto del canale era protetto da una larga torre, che venne scoperta dai costruttori del centro visitatori ed è situato al di fuori delle mura della città vecchia. Il pozzo si congiunge con la fonte di Gihon tramite uno stretto canale, e la stessa oasi era protetta da un'ampia torre (anch'essa scoperta recentemente). Anche il pozzo doveva essere protetto da una seconda torre, ma questo non è stato ancora possibile da accertare, poiché la parte meridionale del sito non è ancora stata scavata essendo zona residenziale.
Alcune opere in ceramica trovate nei tunnel recentemente permettono di datare il sistema del canale Warren, mentre le torri di guardia debbono risalire almeno al XVIII secolo a.C. Questo pone lo scavo del canale Warren al periodo in cui i  Canaaniti controllavano Gerusalemme, e questo, insieme alla presenza delle torri di guardia, esclude fermamente la possibilità che qualcuno possa essersi intrufolato nella città al tempo di Davide attraverso questo canale, poiché l'uscita del canale era presidiata tanto quanto la stessa fonte di Gihon. La conquista della città con l'uso del canale avrebbe richiesto la cattura delle torri di guardia. La versione biblica dei Settanta indicano che il testo masoretico è in errore; piuttosto che tutti coloro che desiderano attaccare i Gebusiti debbono colpirli dall'acquedotto esso infatti recita tutti coloro che desiderano attaccare i Gesubiti debbono colpirli con i loro pugnali.